# Euphorbia dregeana
Euphorbia dregeana là một loài thực vật có hoa trong họ Đại kích. Loài này được E.Mey. ex Boiss. mô tả khoa học đầu tiên năm 1862.

## Hình ảnh

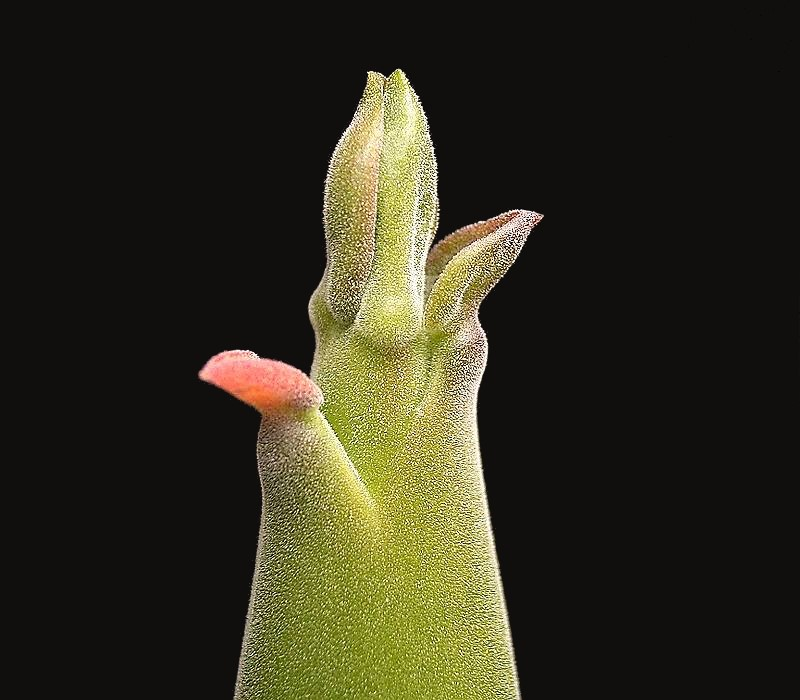
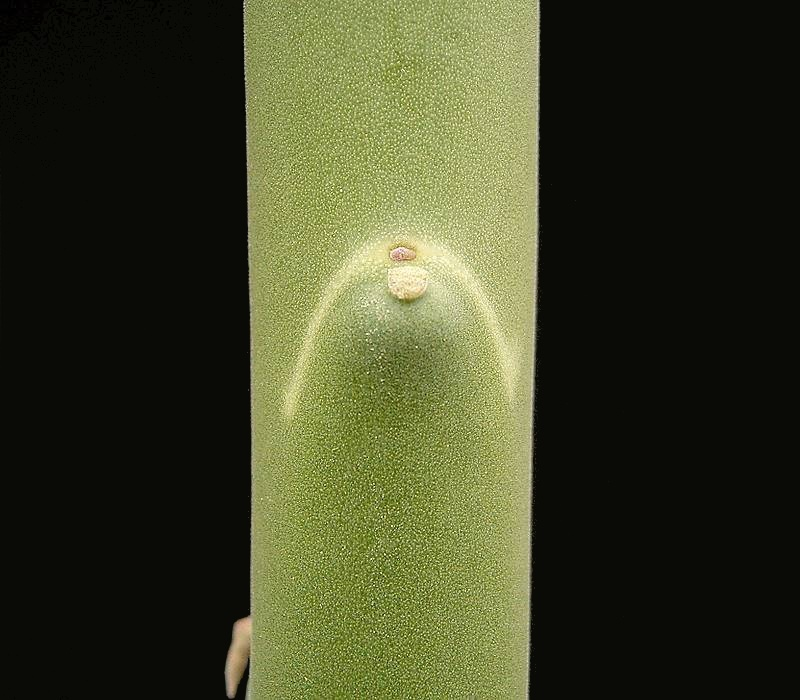
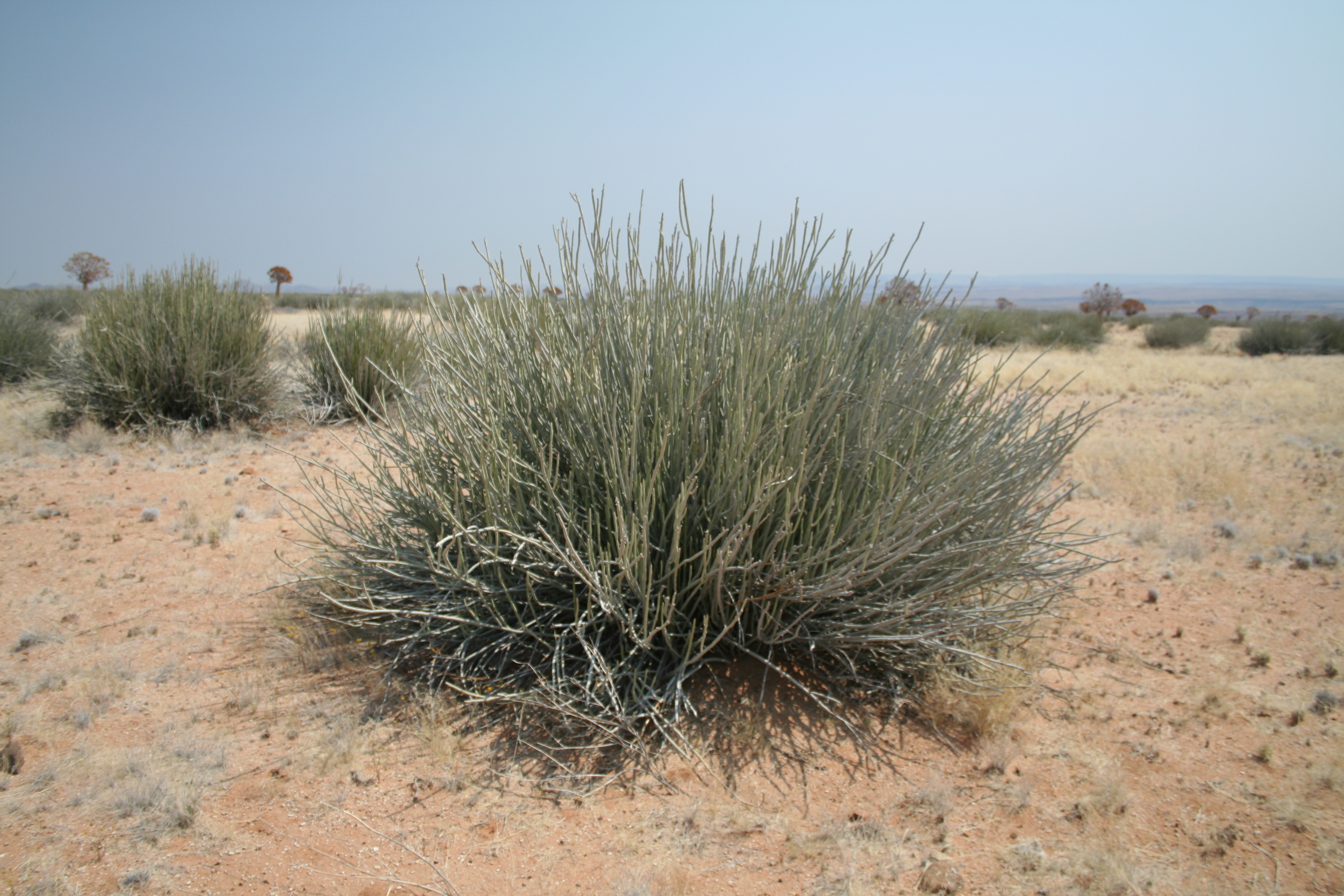